# John Radcliffe, 9. Baron FitzWalter
John Radcliffe, 9. Baron FitzWalter (* 1. Januar 1451; † 24. November 1496 in Calais) war ein englischer Adliger und Politiker.

## Herkunft und Familie
John Radcliffe entstammte väterlicherseits aus einer alten englischen Adelsfamilie, die in den Rosenkriegen auf Seiten der Yorks mitgekämpft hatte und dessen Großvater Ritter des Hosenbandordens geworden war. Sein Vater, John Radcliffe, hatte Elisabeth Fitzwalter, suo iure 8. Baroness Fitzwalter (1430–1485), geheiratet. Die mütterliche Familie Fitzwalter gehörte zu den ältesten anglo-normannischen Geschlechtern und hatte seit 1295 einen Sitz im Oberhaus als erbliche Barone Fitzwalter inne. Er selbst wurde am 1. Januar 1451 geboren. Nach dem Tod seiner Mutter im August 1485 erbte er ihren Titel, eine barony by writ, und wurde so 9. Baron Fitzwalter.

## Laufbahn und weiteres Leben
Mit dem Titel hatte John Radcliffe auch die Ländereien und den Einfluss der Familie Fitzwalter geerbt. Er wurde Steward of the Kings Household kurz vor dem 19. Oktober 1485 und am 14. Januar 1486 Joint Warden und Chief Justice of the Kings Forrests South of th Trent. Zusätzlich wurde am 25. Februar 1486 zum Warden aller anderen königlichen Forsten auf Lebenszeit ernannt. Er erhielt ferner das Amt eines Stewards der Herrschaften von Seham Toney, Little Crassingham und anderen Gütern am 6. März 1486, ebenfalls auf Lebenszeit. Am 10. November 1487 war er Commissioner zur Ausrichtung der Krönungsfeierlichkeiten für Königin Elisabeth von York, die Gemahlin Heinrichs VII.
Zu den Sitzungen des Parlaments wurde er regelmäßig von 1485 bis 1495 einberufen. Am 14. Oktober 1495 wurde er geächtet, weil er angeblich die Rebellion Perkin Warbecks unterstützt habe. Sein Besitz wurde eingezogen, sein Titel wurde ihm aberkannt, jedoch verschonte man sein Leben und inhaftierte ihn in Guînes. Als er aber von Guînes einen misslungenen Fluchtversuch unternahm, wurde er am 24. November 1496 durch Enthaupten in Calais hingerichtet.
John Radcliffe war zweimal verheiratet; zunächst mit Anne, der Schwester des William Whethill, und dann mit einer Margaret unbekannter Herkunft.